# Ленинградский металлический завод

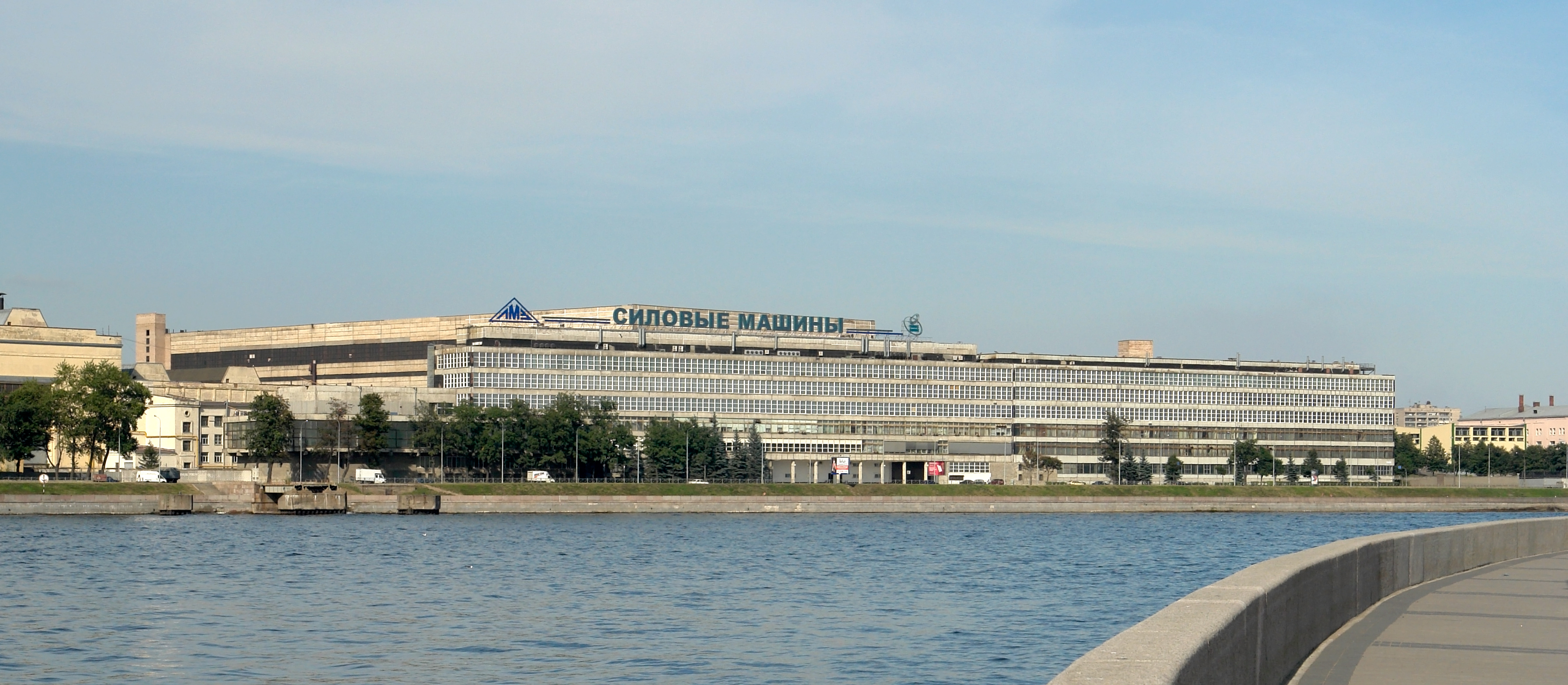
Здание ЛМЗ на Неве

Ленингра́дский металли́ческий заво́д (ЛМЗ, прежнее название — Ленинградский металлический завод имени И. В. Сталина) — советское и российское энергомашиностроительное предприятие, проектирующее, изготовляющее и обслуживающее паровые, гидравлические и газовые турбины различной мощности.
Промышленное предприятие находится в Санкт-Петербурге.

## История

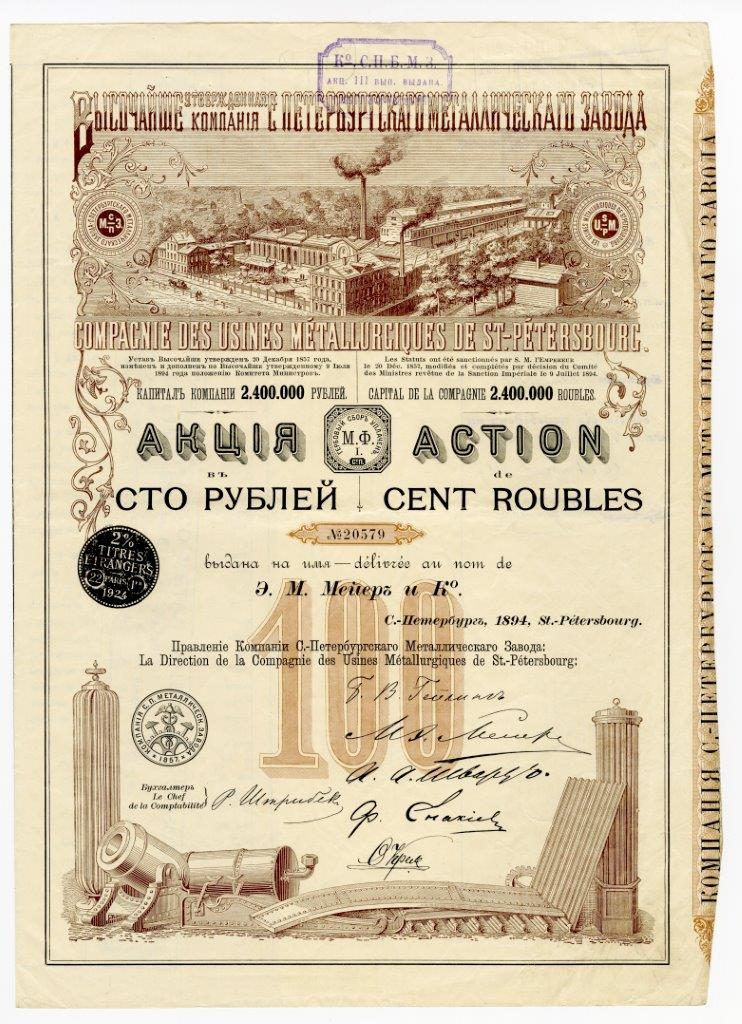
Акция в 100 руб. именная 3-го выпуска Компании С.-Петербургского металлического завода с основным капиталом 2,4 млн руб. Санкт-Петербург-Петербург, 1894 г.

ЛМЗ создан на базе Санкт-Петербургского металлического завода, основанного в 1857 году купцом Сергеем Нефедьевичем Растеряевым. Завод строил вначале небольшие котлы, приборы отопления, выполнял различные металлические работы. Первоначально завод был кустарной мастерской, но вскоре превратился в акционерное предприятие под официальным названием «Компания Санкт-Петербургского металлического завода» (устав высочайше утверждён 20 декабря 1857 года), на котором появились квалифицированные инженеры, приглашённые из Германии.
Вскоре все руководящие посты заняли немецкие специалисты. В 1867 году завод возглавил Отто Крель. Под его руководством были налажены котельное производство, изготовление приборов для отопления и вентиляции, выпуск металлоконструкций различного назначения, подъёмных кранов, плавучих доков, мостов. В 1886 г. впервые в России завод изготовил барбетные установки для броненосца «Чесма», позднее освоил выпуск башенных установок с электрическим приводом.

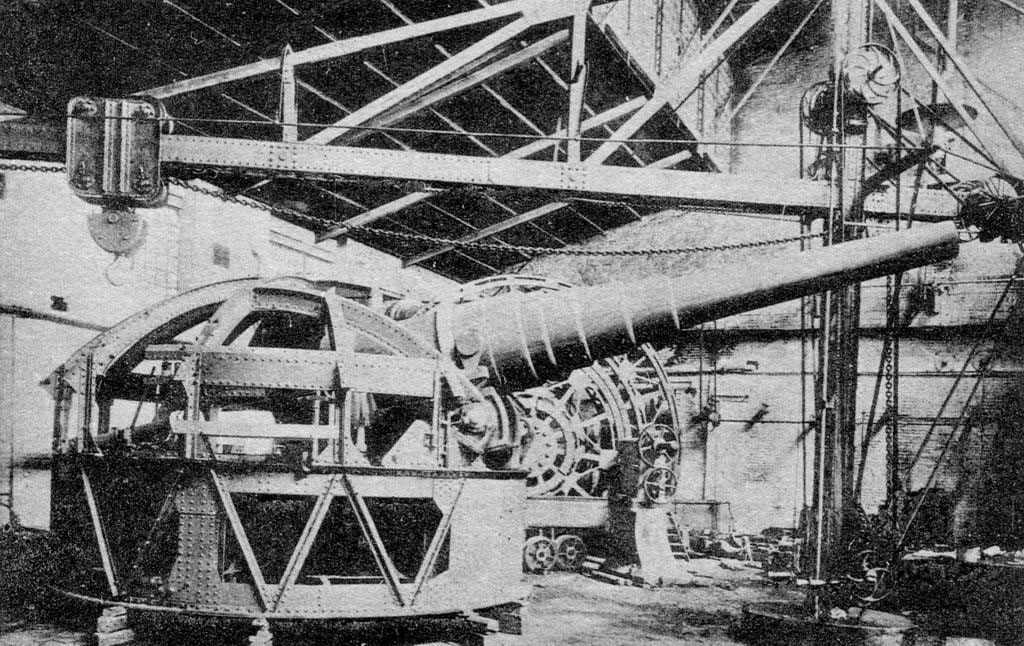
Барбетная установка главного калибра броненосца «Император Александр II» на Санкт-Петербургском Металлическом заводе

В начале 1890-х годов на заводе появился первый русский инженер Н. Д. Лесенко. Он быстро завоевал прочный авторитет как конструктор. По требованию министра финансов С. Ю. Витте, в ведении которого также состоял департамент торговли и промышленности и который взял курс на обрусение завода, Н. В. Лесенко был назначен заместителем директора. Впоследствии он занял пост директора завода.
Паровые турбины завод начал выпускать в 1907 году, заключив договор о технической помощи с французской фирмой, строившей турбины системы Рато. Были приобретены чертежи этих турбин. Инженеры завода решили переделать турбину Рато, изменив наиболее ответственные узлы (лопатки, диски, цилиндр). Так появилась новая русская турбина «М-3». Котельный цех завода выпускал паровые котлы различных систем.
Кроме турбинного и котельного производства завод до революции имел крупный артиллерийский отдел, который занимался проектированием и изготовлением корабельных и береговых башенных артиллерийских установок и торпедных аппаратов.
После прихода Советской власти завод создал первые гидравлические (в 1924 году) и газовые (в 1958 году) турбины, обеспечил выполнение почти трети плана ГОЭЛРО. В год 50-летия Сталина (1929) получил его имя. В 1930 году при заводе был создан первый в стране ВТУЗ, выпустивший в 1932 году первых специалистов.
В 1932 году, к пятнадцатилетию Октябрьской революции, был создан художественный фильм «Встречный», повествующий о работе заводской бригады ЛМЗ над строительством турбины.
В годы Великой Отечественной войны директором завода был Евгений Носонович Шефтер (1900—1961), под руководством которого продукция завода была переориентирована на нужды фронта — среди прочего завод наладил выпуск противогазов, фонарей «Летучая мышь», гильзовых патронов, деталей снарядов и другой амуниции. Постановлением Совета Министров от 26 января 1962 года было утверждено решение о снятии с завода имени Сталина и присвоении имени ХХII съезда КПСС и завод стал именоваться Ленинградский дважды ордена Ленина Металлический завод имени ХХII съезда КПСС.
В 1967 году в здании заводоуправления был открыт Музей истории Ленинградского Металлического завода, которому в 1984 году было присвоено звание «Народный музей».
В 1990-х годах завод был преобразован в акционерное общество, став филиалом АО «Силовые машины».

### Старые названия
- Санкт-Петербургский металлический завод.
- Ленинградский металлический завод имени И. В. Сталина (1929)
- Ленинградский металлический завод имени XXII съезда КПСС.

## Награды
- Орден Ленина (1945),
- Орден Ленина (1957),
- Орден Октябрьской Революции (1971).

## Известные работники
- Алексеев, Николай Сергеевич — советский учёный-правовед по уголовному процессу и криминалистике. Работал на заводе в 1930-х годах.
- Бауман, Николай Яковлевич — советский учёный-механик, специалист в турбостроении, был в числе первого выпуска ВТУЗа.
- Дукельский, Александр Григорьевич — российский и советский конструктор корабельных и железнодорожных артиллерийских установок большого калибра. Работал на заводе с 1896 по 1918 год, прошёл путь от инженера-технолога до технического директора завода.
- Лесенко, Николай Данилович — инженер-конструктор, директор завода с 1901 по 1911 год[6].
- Седов, Григорий Иванович — директор завода блокадной зимой 1941—1942 гг., депутат Верховного Совета СССР двух созывов.
- Кожаринов, Владимир Васильевич — директор завода в 1942—1949 гг.
- Головин, Николай Яковлевич — советский военный деятель, генерал-майор инженерно-артиллерийской службы, член-корреспондент Академии артиллерийских наук, доктор технических наук, профессор. В первую мировую войну работал на заводе чернорабочим, а затем токарем.
- Паничкин, Яков Афанасьевич — советский военачальник, генерал-майор. В первую мировую войну работал на заводе токарем.

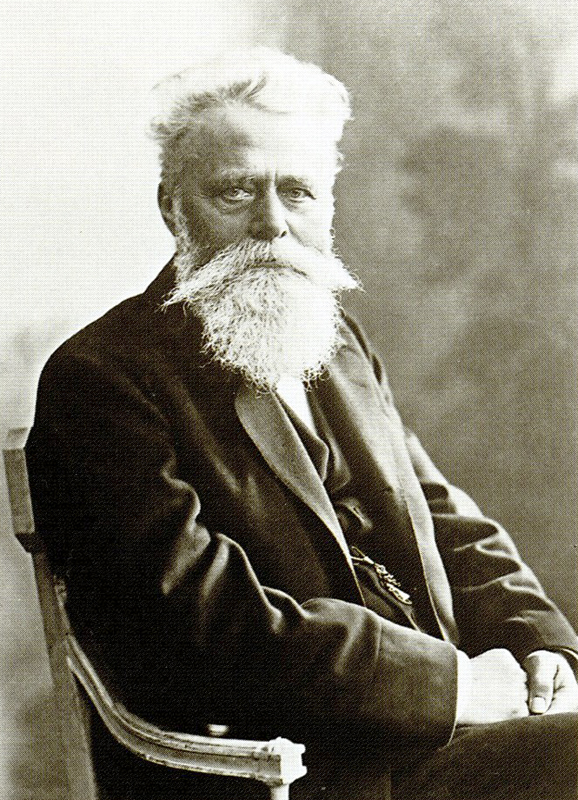
Отто Крель, директор завода в 1867—1891 годах

Н. Д. Лесенко, директор завода в 1901—1911 годах

Турбостроители, удостоенные звания Героя Социалистического Труда:
- Бородулин, Александр Васильевич;
- Груздев, Александр Александрович — был директором завода;
- Ковалёв, Николай Николаевич;
- Морозов, Иван Васильевич;
- Носов, Валентин Петрович;
- Тарасов, Виктор Яковлевич;
- Чернышёв, Пётр Сергеевич — был главным инженером завода;
- Щеголев, Глеб Степанович.

Дважды Герои:
- Виноградов, Василий Петрович — был директором завода;
- Чичеров, Владимир Степанович.